# الحجة الغائية
الحجة الغائية أو الحجة الفيزيائية-الغائية، والتي تُعرف أيضًا باسم حجة التصميم أو حجة الصنع أو حجة التصميم الذكي، هي حجة لـوجود الله أو، بشكل أعم، لخالق ذكي استنادًا إلى أدلة واضحة على تصميم متعمد في العالم الطبيعي.
إن أولى النسخ المسجلة من هذه الحجة ترتبط بسقراط في اليونان، رغم أنه قد جادل البعض بأن سقراط تكلم بحجة قديمة.
أما تلميذه أفلاطون وتلميذ أفلاطون أرسطو فقد قدموا مقاربات معقدة لمقترح أن الكون له سبب ذكي، لكن المدرسة الرواقية قامت تحت تأثيرهم «بوضع سلاح الحجج المؤيدة للخلق والتي تعرف عمومًا باسم حجة التصميم»
استعملت الأديان الإبراهيمية الحجة الغائية بعدة أساليب، وقد ارتبطت هذه الحجة بها. وقد قام علماء الدين الإسلامي في العصور الوسطى مثل الغزالي باستخدام الحجة، رغم رفضها من قبل النصيين باعتبارها غير ضرورية، ورفضت من الفلاسفة المسلمين باعتبارها غير مقنعة. ثم قَبِل الراهب توماس الأكويني بالحجة الغائية وضمنها في البراهين الخمسة على وجود الله. وكان من أنصارها في إنكليترا المعاصرة رجال دين مثل ويليام تورنر وجون ري وفي بدايات القرن الثامن عشر نشر وليام ديرهام كتابه اللاهوت الفيزيائي Physico-Theology وقدم فيه «شرحًا لوجود الله وصفاته من مخلوقاته».
ولاحقًا نشر ويليام بيلي في كتابه اللاهوت الطبيعي أو الأدلة على وجود وصفات الخالق في عام 1802 وطرح حجة التصميم بنسخته من حجة صانع الساعة واستخدام لأول مرة تعبير حجة التصميم.
ومنذ بداية طرح الحجة الغائية تعرضت لانتقادات كثيرة بمختلف نسخها، واستجابات لتحديها لادعاءات العلم الطبيعي غير الغائية. وأكثر الانتقادات أهمية هي الحجج الفلسفية العامة التي طرحها ديفيد هيوم في كتاب «حوارات حول الدين الطبيعي» الذي نشر 1779 والانتقاد التالي بالأهمية هو تعليل التعقيد البيولوجي الذي طرحه داروين في أصل الأنواع، المنشور 1859. منذ ستينيات القرن العشرين كانت حجج بالي مؤثرة في تطوير حركة علم الخلق التي تستعمل تعابير مثل «التصميم من قبل مصمم ذكي» ثم نشروها تحت اسم جديد التصميم الذكي وتدعو له حركة التصميم الذكي. وكلا الحركتين استخدمة الحجة الغائية للمجادلة ضد مفهوم التطور، وطالبت بوجوب إعطاء التفسيرات المتجاوزة للطبيعة مصداقية مكافئة في مناهج تدريس العلوم الحكومية.
وبدأ منذ زمن الإغريق ظهور مقاربتين في الحجة الغائية، يتمايزان بفهمهما بخصوص النظام الطبيعي إن كان خلق حرفيًا أم لا. وقد بدأت مقاربة الحجة غير الخلقية بوضوح مع أرسطو، رغم أن كثيرًا من المفكرين كاتباع الأفلاطونية المحدثة يعتقدون بأنها كانت مقصودة من أفلاطون فعلًا. ولا توصف هذه المقاربة بالخلقية بالمعنى البسيط، لأنها وإن وافقت على وجود الذكاء الكوني ومسؤوليته عن النظام الطبيعي، فهي ترفض مقترح أن هذا يتطلب «خالقًا» ليصنع ماديًا هذا النظام ويحافظ عليه. ولم يجد أتباع الأفلاطونية المحدثة أن الحجة الغائية مقنعة، وتابعهم على ذلك فلاسفة القرون الوسطى مثل الفارابي وابن سينا، ولكن ابن رشد وتوماس الأكويني اعتبرا الحجة مقبولة، وإن لم تكن الحجة الأفضل.
والمدافعين المعاصرين عن الحجة الغائية هما الفيلسوف ريتشارد سواينبرن وعالم الرياضيات جون لينكس.

## الفلسفة الكلاسيكية

### سقراط وما قبل سقراط

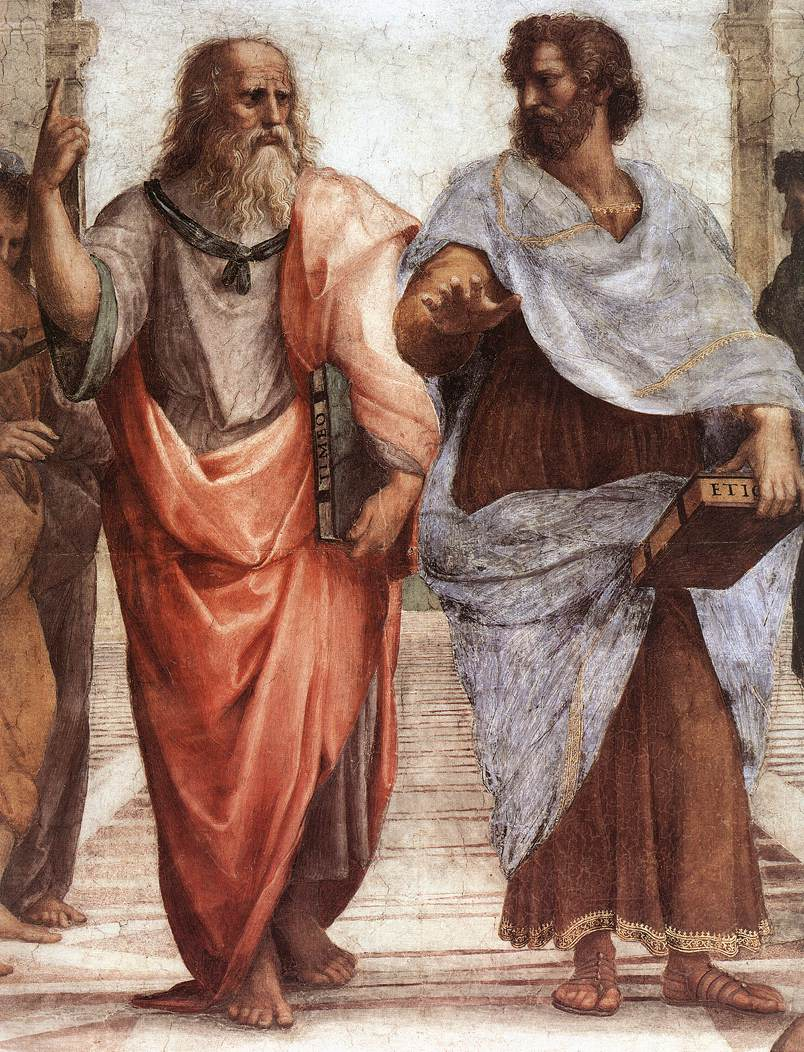
أفلاطون و أرسطو ، الموصوفان هنا في «مدرسة أثينا»، كلاهما طور حججًا فلسفية تعالج النظام الظاهري للكون ('شعارات')

يبدو أن الحجة من التصميم الذكي قد بدأت مع سقراط، على الرغم من أن مفهوم الذكاء الكوني أقدم، وقد جادل ديفيد سيدلي بأن سقراط كان يطور فكرة أقدم، مستشهداً بـ أناكساغوراس، ولد حوالي 500 قبل الميلاد، كمؤيد سابق محتمل. يعود الاقتراح القائل بأن ترتيب الطبيعة أظهر دليلاً على وجود "ذكاء" شبيه بالإنسان إلى أصول الفلسفة والعلوم الطبيعية اليونانية، واهتمامه بترتيب الطبيعة، غالبًا مع إشارة خاصة إلى دوران السماوات. Anaxagoras هو أول شخص معروف بالتأكيد أنه شرح مثل هذا المفهوم باستخدام كلمة "" nous "" (وهوالمصطلح اليوناني الأصلي الذي يؤدي إلى "الذكاء" الإنجليزية الحديثة من خلال ترجماته اللاتينية والفرنسية). أفاد أرسطو بفيلسوف سابق من كلازوميناي يُدعى Hermotimus الذي اتخذ موقفًا مشابهًا. بين فلاسفة ما قبل سقراط قبل أناكساغوراس، اقترح فلاسفة آخرون مبدأ ترتيب ذكيًا مماثلاً يسبب الحياة ودوران السماوات. على سبيل المثال، وصف Empedocles ، مثل Hesiod قبل ذلك بكثير، النظام الكوني والأشياء الحية على أنها ناتجة عن نسخة كونية من love،  وفيثاغورس وهيرقليطس نسبوا الكون بـ "السبب".في كتابه "Philebus" 28c أفلاطون تحدث سقراط عن هذا على أنه تقليد، قائلاً إن "جميع الفلاسفة يتفقون - حيث يرفعون أنفسهم حقًا - هذا العقل (" nous " ') ملك السماء والأرض. ربما هم على حق. ويذكر لاحقًا أن المناقشة التي تلت ذلك "تؤكد أقوال أولئك الذين أعلنوا أن هذا العقل (" nous ") يحكم الكون دائمًا".
قد يكون تقرير كيسنوفون في كتابه «التذكارات» أول تفسير واضح للحجة القائلة بوجود دليل في طبيعة التصميم الذكي. الكلمة التي تمت ترجمتها ومناقشتها تقليديًا على أنها «تصميم» هي "gnōmē" وأفاد كسينوفون بأن سقراط ضغط على الشباب المتشككين للنظر في الأشياء في السوق، والنظر فيما إذا كان بإمكانهم معرفة ما هي الأشياء التي أظهرت دليلًا على `` gnōmē ، والتي بدت أكثر من خلال الصدفة العمياء، ثم مقارنة ذلك بالطبيعة والنظر فيما إذا كان يمكن أن يكون بالصدفة العمياء.
في كتاب «فيدروس» لأفلاطون، قال سقراط قبل موته مباشرة إن اكتشافه لمفهوم أناكساغوراس عن «نوس» كوني كسبب لترتيب الأشياء، كان نقطة تحول مهمة في له. لكنه أعرب أيضًا عن عدم موافقته على فهم أناكساغوراس للآثار المترتبة على عقيدته، بسبب فهم أناكساغوراس المادية ل السببية. اشتكى سقراط من أن أناكساجوراس حصر عمل `` النوس الكوني في البداية، كما لو كان غير مهتم وكل الأحداث منذ ذلك الحين حدثت فقط لأسباب مثل الهواء والماء. من ناحية أخرى، أصر سقراط على ما يبدو على أن النزعة يجب أن تكون «محبة»، خاصة فيما يتعلق بالإنسانية. (في هذه الرغبة في تجاوز Anaxagoras وجعل "nous" الكوني مديرًا أكثر نشاطًا، يبدو أن سقراط سبقه Diogenes of Apollonia.)

### أفلاطون وأرسطو
يُقدم أفلاطون «تيماوس» على أنه وصف لشخص يشرح «قصة محتملة» في شكل أسطورة، ولذا فقد اختلف المعلقون عبر التاريخ حول عناصر الأسطورة يمكن اعتباره موقف أفلاطون.
إلا أن سيدلي (2007) يسميه «بيان الخلقيين» ويشير إلى أنه على الرغم من أن بعض أتباع أفلاطون أنكروا أنه كان يقصد ذلك، إلا أنه في العصور الكلاسيكية مثل أرسطو، أبيغور، وجالين فهم جميعًا أفلاطون على أنه يقترح أن العالم نشأ في «فعل إبداعي ذكي».:133
لدى أفلاطون شخصية تشرح مفهوم «demiurge» بالحكمة والذكاء الفائقين بصفته خالق الكون في عمله.

منظور أفلاطون الغائي مبني أيضًا على تحليل النظام والهيكل المسبقين في العالم الذي قدمه بالفعل في جمهورية أفلاطون. لا تقترح القصة الخلق من العدم. بالأحرى، فإن النهي عن النظام من فوضى الكون، مقلدا الأشكال الأبدية.
تابع طالب وصديق أفلاطون أرسطو (حوالي 384 - 322 قبل الميلاد) التقليد السقراطي في انتقاد علماء الطبيعة مثل ديموقريطوس الذين سعوا (كما في العلم الحديث) لشرح كل شيء من حيث المادة وحركة الصدفة. لقد كان مؤثرًا جدًا في التطور المستقبلي لنظرية الخلق الكلاسيكي، لكنه لم يكن «مناصرًا للخلق» مباشرة لأنه لم يتطلب تدخلات في الخلق في الطبيعة، مما يعني أنه «عزل الله عن أي مطلب للتدخل في الطبيعة، سواء كمبدع أو كمسؤول».:204 بدلاً من التدخل المباشر من قبل الخالق، «بالكاد يكون من المبالغة القول أنه بالنسبة لأرسطو، يجب فهم الأداء الكامل للعالم الطبيعي، مثله مثل السماء أيضًا، على أنه كفاح مشترك نحو الواقع الإلهي».:171 وبينما تشير الأسطورة في «تيماوس» إلى أن جميع الكائنات الحية تستند إلى نموذج واحد، وليس نموذجًا واحدًا لكل نوع، بل إنها تحكي قصة «انتقال» حيث انتقلت الكائنات الحية الأخرى من البشر، كان أرسطو هو من  قدم فكرة مؤثرة مفادها أن كل نوع من الكائنات الحية الطبيعية يجب أن يعتمد على نموذج أو شكل ثابت لتلك الأنواع.

شعر أرسطو أن علم الأحياء كان مثالًا مهمًا بشكل خاص لمجال يتجاهل فيه العلم الطبيعي المادي المعلومات اللازمة لفهم الكائنات الحية جيدًا.  على سبيل المثال، تستخدم الطيور الأجنحة لغرض الطيران. لذلك فإن التفسير الأكثر اكتمالا فيما يتعلق بالطبيعة، وكذلك الاصطناعية، هو في معظمه غائي. في الواقع، كانت المقترحات القائلة بأن الأنواع قد تغيرت بالصدفة البقاء للأصلح، على غرار ما يسمى الآن "الانتقاء الطبيعي"، كانت معروفة بالفعل لأرسطو، وقد رفضها بنفس المنطق. اعترف بأن البشاعات (أشكال الحياة الجديدة) يمكن أن تظهر بالصدفة، لكنه اختلف مع أولئك الذين نسبوا كل الطبيعة إلى الصدفة البحتة لأنه كان يعتقد أن العلم يمكن أن يقدم فقط حسابًا عامًا لما هو طبيعي، "دائمًا أو للجزء الأكبر". إن التمييز بين ما هو طبيعي، أو ما هو طبيعي، وما هو "عرضي"، أو ليس بطبيعته، مهم في فهم أرسطو للطبيعة.  كما أشار سيدلي، "يسر أرسطو أن يقول (''الفيزياء'' II 8, 199a33-b4) دون أدنى خوف من التجديف، ترتكب الحرف أخطاء عرضية؛ لذلك، بالقياس، يمكن للطبيعة أيضًا.:186وفقًا لأرسطو، فإن التغييرات التي تحدث بسبب الطبيعة ناتجة عن "أسبابها الشكلية "، وعلى سبيل المثال في حالة أجنحة الطائر، هناك أيضًا سبب نهائي وهو الغرض من الطيران. قارن هذا صراحةً بالتكنولوجيا البشرية:
مسألة كيفية فهم مفهوم أرسطو للطبيعة التي لها هدف واتجاه شيء مثل النشاط البشري هي مسألة مثيرة للجدل في التفاصيل. مارثا نوسباوم على سبيل المثال جادل بأن هذا النهج في بيولوجيته كان عمليًا ويقصد منه إظهار الطبيعة فقط كونها مماثلة للفن البشري، وتفسيرات العضو يتم إعلامها بشكل كبير من خلال معرفة وظيفتها الأساسية.
ومع ذلك، فإن موقف نوسباوم غير مقبول عالميًا. على أي حال، لم يفهم أرسطو بهذه الطريقة من قبل أتباعه في العصور الوسطى، الذين رأوه متسقًا مع الديانة التوحيدية والفهم الغائي لكل الطبيعة. بما يتوافق مع تفسير القرون الوسطى، في كتابه «ما وراء الطبيعة» وأعمال أخرى ناقش أرسطو بوضوح حالة كونهم إلهًا أعلى واحدًا أو «المحرك الرئيسي» والتي كانت السبب النهائي، وإن لم يكن السبب المادي على وجه التحديد، للأشكال أو الطبيعة الأبدية التي تسبب النظام الطبيعي، بما في ذلك جميع الكائنات الحية. ويشير بوضوح إلى أن هذا الكيان لديه عقل يشارك فيه البشر بطريقة ما، مما يساعد البشر على رؤية الطبيعة الحقيقية أو أشكال الأشياء دون الاعتماد فقط على الإدراك الحسي للأشياء المادية، بما في ذلك الكائنات الحية.كان هذا الفهم للطبيعة، وحجج أرسطو ضد الفهم المادي للطبيعة، مؤثرين للغاية في العصور الوسطى في أوروبا.  ظلت فكرة الأنواع الثابتة سائدة في علم الأحياء حتى داروين، ولا يزال التركيز على علم الأحياء شائعًا اليوم في الانتقادات الغائية للعلم الحديث.

### العصر الروماني
لقد كان الرواقيون هم من "طوروا مجموعة الحجج الخلقية المعروفة على نطاق واسع تحت عنوان" الحجة من التصميم.:الثامن عشرذكر شيشرون (سي 106 - ج. 43 قبل الميلاد) الحجة الغائية للرواقيين في "De Natura Deorum" ("On the Nature of the Gods") الكتاب الثاني، الذي يتضمن نسخة مبكرة تشبيه صانع الساعات، والذي طوره ويليام بالي لاحقًا. يقول أحد الشخصيات في الحوار:
كان جالين مؤيدًا كلاسيكيًا آخر مهمًا جدًا للحجة الغائية، وكانت أعماله المختصرة واحدة من المصادر الرئيسية للمعرفة الطبية حتى العصر الحديث، في كل من أوروبا والعالم الإسلامي في العصور الوسطى. لم يكن رواقيًا، لكن مثلهم، نظر إلى السقراطيين وكان دائمًا منخرطًا في الجدل ضد الذريين مثل الأبيقوريين. على عكس أرسطو (الذي كان له تأثير كبير عليه)، وعلى عكس الأفلاطونيين الجدد، كان يعتقد أن هناك دليلًا حقيقيًا على شيء مثل "demiurge" الموجود في "Timaeus" لأفلاطون، والذي يعمل على الطبيعة. في أعمال مثل كتابه "حول فائدة الأجزاء" شرح الدليل على ذلك في تعقيد تكوين الحيوانات. يُظهر عمله "علامات مبكرة على الاتصال والتباين بين تقليد الخلق الوثني واليهودي-المسيحي"، منتقدًا الرواية الموجودة في الكتاب المقدس."موسى، كما يقترح، كان سيكتفي بالقول إن الله أمر الرموش بعدم .. والمثير للدهشة أن جالينوس لم يعتبر أرسطو ولا أفلاطون، بل زينوفون، أفضل كاتب في هذا الموضوع.  شارك جالينوس كسينوفون في التشكك في قيمة الكتب حول معظم الفلسفة التأملية، باستثناء استفسارات مثل ما إذا كان هناك "شيء في العالم يفوق الإنسان في القوة والحكمة".  ورأى أن هذا له أهمية يومية، ومفيد للعيش بشكل جيد.  كما أكد أن كسينوفون هو المؤلف الذي أبلغ عن الموقف الحقيقي لسقراط، بما في ذلك انعزاله عن العديد من أنواع العلم والفلسفة التأملية.
إن ارتباط جالينوس بالحجة الغائية بالمناقشات حول تعقيد الكائنات الحية، وإصراره على أن هذا ممكن لعالم عملي، ينذر ببعض جوانب الاستخدامات الحديثة للحجة الغائية.

## فلسفة العصور الوسطى واللاهوت

### الكتاب المسيحيون الكلاسيكيون المتأخرون
كنداء إلى الرؤيا العامة، بولس الرسول (5 - 67 ميلاديًا)، يجادل في رومية 1: 18–20، لأنه تم توضيحها للجميع مما خُلق في العالم، فمن الواضح أن هناك إلهًا.
جادل ماركوس مينوسيوس فيليكس (أواخر القرن الثاني إلى القرن الثالث)، وهو كاتب مسيحي مبكر، عن وجود الله بناءً على تشبيه منزل منظم في كتابه "أوامر مينوسيوس فيليكس": "لنفترض دخلت إلى منزل ووجدت كل شيء أنيقًا ومنظمًا ومحافظًا عليه جيدًا، وبالتأكيد ستفترض أنه كان له سيد، وواحد
أفضل بكثير من الأشياء الجيدة، ممتلكاته ؛ لذلك في بيت الكون هذا ، عندما يكون في كل مكان
السماء والأرض ترى علامات التبصر والنظام والقانون ، لا يجوز لك أن تفترض أن الرب و
مؤلف الكون أعدل من النجوم نفسها أو من أي جزء من العالم كله؟ "
أوغسطينوس من هيبو (354-430 بعد الميلاد) في مدينة الله ذكر فكرة أن «التغييرات والحركات المنظمة جيدًا»، و «المظهر العادل لكل الأشياء المرئية» كان دليلًا على خلق العالم ، و «ما كان ليخلق إلا من قبل الله».

### الفلسفة الإسلامية
لعبت الفلسفة الإسلامية المبكرة دورًا مهمًا في تطوير المفاهيم الفلسفية عن الله وكان لها تأثيراً على المفكرين اليهود والمسيحيين في العصور الوسطى ، ولكن فيما يتعلق بالحجة الغائية ، جاءت إحدى الآثار الدائمة لهذا التقليد من مناقشاتها حول الصعوبات التي يحملها هذا النوع من الإثبات. وقد استخدمت أشكال مختلفة من الحجج من قبل علماء علم الكلام الإسلاميين بدئاً من القرن التاسع الميلادي، على الرغم من رفض الفلسفة من قبل المدارس الأصولية ، والذين ذكروا أن أدلة القرآن يجب أن تكون كافية. اعتبر الفيلسوف الإسلامي الفارابي الحجة أيضًا مغالطة غير مقنعة، الذي اتخذ بدلاً من ذلك أن الكون «فيض إلهي» الموقف الذي ينتمي إلى مدرسة «الفيض الإلهي» الأفلاطونية المحدثة، حيث يتم تنظيم الطبيعة بعقلانية ، لكن الله ليس الصانع الذي يدير العالم بشكل مستمر إلا أن الكون يسير بحالة انتظام طبيعية منذ لحظة الخلق. لاحقًا ، اقتنع ابن سينا أيضًا بهذا ، واقترح بدلاً من ذلك الحجة الكونية لوجود الله.
ومع ذلك ، تم قبول الحجة لاحقًا من قبل الفيلسوف الأرسطي ابن رشد وخصمه الكبير المناهض للفلسفة الغزالي ضمن مسائل قليلة اتفقو عليها. ابن رشد أطلق على يها حجة «العناية الإلهية». والتي قبل بها كلا من الغزالي وابن رشد لأنهم يعتقدون أنها ذكرت صراحة في القرآن الكريم. في الحقيقة هناك خلاف مابين دارسى الفلسفة الإسلامية إلى الآن ان كان ابن رشد أخذ نفس موقف ابن سينا والفارابى من الحجة واعتقد في فيض الكون عن الله ام ان الله حرفيا صنع الكون كصانع الساعة.
في الواقع إذن ، تعامل ابن رشد مع الحجة الغائية باعتبارها واحدة من حجتين «دينيتين» لوجود الله. «العناية الإلهية»، «الاختراع»، وفقًا لابن رشد ، هو إثبات أرسطو من الحركة في الكون على أنه يجب أن يكون هناك محرك أول يدفع كل شيء إلى تحرك آخر.كان  موقف ابن رشد القائل بأن الدليل الأكثر صحة منطقيًا يجب أن يكون ماديًا وليس ميتافيزيقيًا (لأن الميتافيزيقيا ستثبت نفسها حينئذٍ) كان في معارضة واعية لموقف ابن سينا. فيما بعد الفلاسفة اليهود والمسيحيون مثل توما الأكويني على دراية بهذا الجدل ، واتخذوا عمومًا موقفًا أقرب إلى ابن
سينا.

### الفلسفة اليهودية
يظهر مثال على الحجة الغائية في الفلسفة اليهودية عندما يستشهد الفيلسوف الأرسطي في العصور الوسطى موسى بن ميمون بالفقرة في إشعياء 40:26، حيث يقول «القدوس»: "ارفعوا أعينكم إلى الأعلى ، وانظروا من خلق هذه الأشياء ، يبرز مضيفهم بالعدد: "  ومع ذلك ، يسمي باري هولتز هذا«شكلًا فجًا للحجة من التصميم»، وأن هذه«ليست سوى طريقة واحدة ممكنة لقراءة النص». ويؤكد أن «بشكل عام ، في نصوص الكتاب المقدس يعتبر وجود الله أمرًا مفروغًا منه».
كما ذكر موسى بن ميمون أن إبراهيم (في المدراش، أو النص التفسيري ، من سفر التكوين 39: 1) اعترف بوجود «إله واحد متعالي من حقيقة أن العالم من حوله يعرض نظامًا وتصميمًا».  يُجري المدراش تشبيهًا بين وضوح أن للمبنى مالكًا وأن العالم هو الذي يعتني به الله. يقول إبراهيم: «هل يعقل أن يكون العالم بلا دليل؟» وبسبب هذه الأمثلة ، أطلق فيلسوف القرن التاسع عشر نحمان كروشمال على الحجة من التصميم «مبدأ أساسي للإيمان اليهودي».
يعيد الحاخام الأمريكي الأرثوذكسي أرييه كابلان سرد أسطورة عن القرن الثاني الميلادي الحاخام مئير. عندما أخبره الفيلسوف أنه لا يعتقد أن العالم من خلق الله ، كتب الحاخام قصيدة جميلة ادعى أنها ظهرت إلى الوجود عندما طرقت قطة بطريق الخطأ قدرًا من الحبر ، «سكب الحبر في جميع أنحاء المستند. هذه القصيدة كانت النتيجة». يصيح الفيلسوف بأن ذلك مستحيل: «لابد أن يكون هناك كاتب. يجب أن يكون هناك كاتب». ويختتم الحاخام قائلاً: «كيف يمكن للكون ... أن يتشكل من تلقاء نفسه؟ يجب أن يكون هناك مؤلف. يجب أن يكون هناك خالق.»

### توماس الاكويني

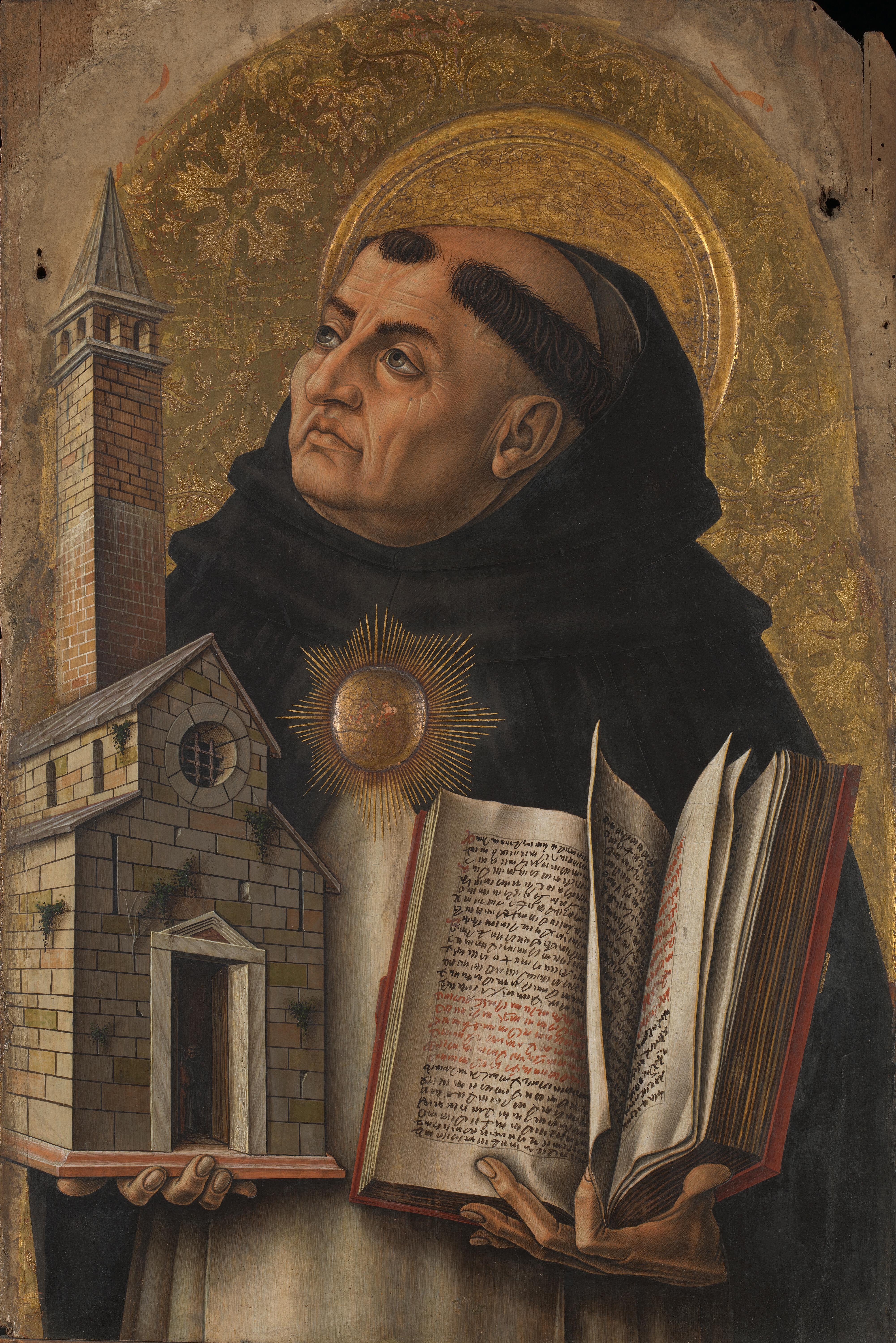
استند برائقي توماس أكويناس لوجود الله إلى علم عن بعد

تأثر توماس أكويناس (1225-1274)، الذي أصبحت كتاباته مقبولة على نطاق واسع في أوروبا الغربية الكاثوليكية ، بشدة بأرسطو وابن رشد والفلاسفة المسلمين واليهود الآخرين. قدم حجة غائية في «Summa Theologica». في العمل ، قدم الأكويني خمس طرق حاول من خلالها إثبات وجود الله: «quinque viae». تعرض هذه الحجج الحجج «اللاحقة» فقط ، بدلاً من القراءة الحرفية للنصوص المقدسة. إنه يلخص حجته الولادة على النحو التالي:
يلاحظ توما الأكويني أن وجود السبب النهائي، الذي يمكن بموجبه توجيه سبب نحو تأثير، لا يمكن تفسيره إلا من خلال نداء الصانع. ومع ذلك، كأجسام طبيعية بصرف النظر عن البشر، لا يمتلك ذكاء، فيجب أن يكون هناك أسباب، موجودة أن توجيه الأسباب النهائية في كل لحظة. هذا هو ما نسميه الله.

## الحداثة

### نيوتن وليبنيز
أكد إسحاق نيوتن إيمانه بحقيقة الحجة عندما كتب هذه الكلمات في عام 1713 في ملحق للطبعة الثانية من كتابه Principia:
لا يمكن أن يكون هذا النظام الأكثر أناقة للشمس والكواكب والمذنبات قد نشأ بدون تصميم وسيطرة كائن ذكي وقوي.
هذا الرأي ، القائل بأن «الله معروف من أعماله»، حظي بتأييد وتعميم أصدقاء نيوتن ريتشارد بنتلي وصموئيل كلارك وويليام ويستون في محاضرات بويل، والتي أشرف نيوتن. كتب نيوتن إلى بنتلي ، قبل أن تلقي بنتلي المحاضرة الأولى مباشرة ، أن:
عندما كتبت رسالتي حول نظامنا ، كنت أراقب هذه المبادئ التي قد تعمل مع اعتبار الرجال لعقيدة الإله [كذا] ، ولا شيء يمكن أن يفرحني أكثر من أن أجده مفيدًا لهذا الغرض.
اختلف الفيلسوف الألماني Gottfried Leibniz مع وجهة نظر نيوتن للتصميم في الحجة الغائية. في مراسلات Leibniz-Clarke ، جادل صموئيل كلارك في حالة نيوتن بأن الله يتدخل باستمرار في العالم للحفاظ على تصميمه معدلاً ، بينما اعتقد لايبنيز أن الكون قد تم إنشاؤه بطريقة لا يحتاج الله إلى التدخل فيها على الإطلاق . كما نقل عن أيفال ليشيم ، كتب ليبنيز:
وفقًا لعقيدة نيوتن ، يريد الله تعالى [أي يحتاج] إلى إنهاء ساعته من وقت لآخر ؛ وإلا فإنه سيتوقف عن الحركة. يبدو أنه لم يكن لديه بصيرة كافية لجعلها حركة دائمة
اعتبر لايبنيز أن الحجة من التصميم لها «يقين أخلاقي فقط» ما لم تكن مدعومة بفكرته الخاصة عن الانسجام المحدد مسبقًا التي تم شرحها في Monadology. كتب بيرتراند راسل أن «الدليل من الانسجام المحدد مسبقًا هو شكل معين من أشكال ما يسمى بالدليل الفيزيولوجي اللاهوتي ، والمعروف باسم الحجة من التصميم». وفقًا لـ Leibniz ، يتكون الكون بالكامل من مواد فردية تعرف باسم monads ، مبرمجة للعمل بطريقة محددة مسبقًا. كتب راسل:
في شكل Leibniz ، تنص الحجة على أن الانسجام بين كل monads يمكن أن ينشأ فقط من سبب مشترك. لا يمكن تفسير حقيقة أنه يجب عليهم جميعًا المزامنة تمامًا إلا من قِبل منشئ قد حدد التزامن مسبقًا.

### التجريبيون البريطانيون
جادل كتاب هولنديون في القرن السابع عشر ليسيوس وغروتيوس بأن الهيكل المعقد للعالم ، مثل هيكل المنزل ، من غير المحتمل أن يكون قد نشأ عن طريق الصدفة. قام التجريبي جون لوك، الذي كتب في أواخر القرن السابع عشر ، بتطوير الفكرة الأرسطية القائلة بأنه ، باستثناء الهندسة ، يجب أن يكتسب كل العلم معرفته «اللاحقة» - من خلال التجربة الحسية. رداً على لوك ، قدم الأسقف الأنجليكاني الأيرلندي جورج بيركلي شكلاً من المثالية حيث تستمر الأشياء في الوجود فقط عندما يتم إدراكها. عندما لا يدرك البشر الأشياء ، فإنهم يستمرون في الوجود لأن الله يدركها. لذلك ، من أجل بقاء الأشياء في الوجود ، يجب أن يكون الله موجودًا في كل مكان.
أشار ديفيد هيوم ، في منتصف القرن الثامن عشر ، إلى الحجة الغائية في كتابه «رسالة في الطبيعة البشرية». هنا ، يبدو أنه يقدم دعمه للحجة من التصميم. يلاحظ جون رايت أنه «في الواقع ، يدعي أن الاتجاه الكامل لتحليله للسببية في الرسالة يدعم حجة التصميم»، وأنه وفقًا لهيوم ، «نحن ملزمون» باستنتاج مهندس معماري مثالي بلا حدود.
ومع ذلك ، كان لاحقًا أكثر انتقادًا للحجة في كتابه «استفسار بخصوص الفهم البشري». تم تقديم هذا على أنه حوار بين هيوم و «صديق يحب المفارقات المتشككة»، حيث قدم الصديق نسخة من الحجة بقوله عن مؤيديها «يرسمون بأجمل الألوان ترتيب وجمال وترتيب الحكمة الكون ؛ ثم اسأل عما إذا كان مثل هذا العرض الرائع للذكاء يمكن أن يأتي من تجمع عشوائي للذرات ، أو إذا كانت الصدفة يمكن أن تنتج شيئًا لا يستطيع أعظم عبقري الإعجاب به بما يكفي أبدًا».

قدم هيوم أيضًا الحجج المؤيدة والمعارضة للحجة الغائية في «حوارات تتعلق بالدين الطبيعي». تُشبه الشخصية Cleanthes ، التي تلخص الحجة الغائية ، الكون بآلة من صنع الإنسان ، وتختتم بمبدأ التأثيرات المماثلة والأسباب المماثلة التي يجب أن يكون لها ذكاء تصميم:
من ناحية أخرى ، فإن متشكك هيوم ، فيلو ، غير راضٍ عن حجة التصميم. لقد حاول عددًا من التفنيدات ، بما في ذلك واحدة يمكن القول إنها تنذر بنظرية داروين ، وتوضح أنه إذا كان الله يشبه مصممًا بشريًا ، فإن افتراض الخصائص الإلهية مثل القدرة المطلقة والمعرفة المطلقة غير مبرر. ويواصل مازحًا أنه بعيدًا عن كونه إبداعًا مثاليًا لمصمم مثالي ، فإن هذا الكون قد يكون «أول مقال وقح فقط لإله رضيع ... موضوع السخرية لرؤسائه».

### اللاهوت الطبيعي لديرهام
ابتداءً من عام 1696 مع صانع الساعات الاصطناعية ، نشر ويليام ديرهام سلسلة من الكتب الغائية. أشهرها علم اللاهوت الفيزيائي (1713)؛ علم اللاهوت الفلكي (1714)؛ وكريستو اللاهوت (1730). علم اللاهوت الفيزيائي ، على سبيل المثال ، تمت ترجمته بشكل صريح إلى "إظهار وجود الله وصفاته من أعماله في الخليقة". ألف اللاهوت الطبيعي، مدرج ديرهام الملاحظات العلمية للعديد من الاختلافات في الطبيعة، واقترحت أن هذه أثبتت "عدم معقول الخيانة الخيانة". في نهاية القسم عن الجاذبية على سبيل المثال، يكتب: "ما الذي يمكن إبرامه، لكن كل ذلك تم تصنيعه بتصميم واضح، وأن كل الهيكل كله هو عمل بعض يجري ذكي؛ بعض الفنان، من السلطة والمهارة تعادل مثل هذا العمل؟" وكتب عن "حاسة الصوت":
لمن غير كائن ذكي ، ما هو أقل من الله كلي القدرة والحكمة اللامتناهية الذي يمكن أن يصنعه ، ويصنع مثل هذا الجسم الرائع ، مثل هذا الوسط ، حساسًا جدًا لكل انطباع ، بحيث يكون لدى حاسة السمع فرصة ، لتمكين جميع الحيوانات من يعبرون عن شعورهم ومعناهم للآخرين.
ويختتم درهام قائلاً: "لأنها علامة ، يكون الإنسان ملحدًا عنيدًا ومنحرفًا ، ينسب عملاً مجيدًا للغاية ، مثل الخلق ، لأي شيء ، نعم ، مجرد لا شيء (كصدفة) بدلاً من الله. كتب ويبر (2000) أن "علم اللاهوت الفيزيائي" لـ Derham أثر بشكل مباشر على عمل ويليام بالي اللاحق.
تتضح قوة هذا النوع من التفكير ، ومع ذلك حدوده ، في صورة مصغرة من خلال تاريخ حكاية لافونتين عن الجوزة واليقطين، والتي ظهرت لأول مرة في فرنسا عام 1679 يمكن القول إن الحكاية الفاترة عن كيفية اقتناع الفلاح المتشكك أخيرًا بالحكمة الكامنة وراء الخلق تقوض هذا النهج. ومع ذلك ، بدءًا من تحويل آن فينش للقصة إلى جدال ضد الإلحاد ، تم تناولها من قبل مجموعة متعاقبة من الكتاب الأخلاقيين على أنها تقدم حجة صحيحة للاقتراح القائل «تظهر حكمة الله في الخليقة».

### تشبيه الساعاتي

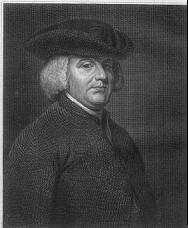
شاع ويليام بيلي «تشبيه صانع الساعات» الذي استخدمه سابقًا علماء اللاهوت الطبيعي ، مما جعله حجة غائية شهيرة.

يرجع تاريخ تشبيه صانع الساعات، الذي يؤطر الحجة الغائية بالإشارة إلى ساعة ما ، على الأقل إلى الرواقيين ، الذين ذكرهم شيشرون في كتابه «De Natura Deorum» (II.88)، باستخدام مثل هذه الحجة ضد الأبيقوريين، الذين ، كما يقولون ، سوف «يفكرون بدرجة أكبر في إنجاز أرخميدس في صنع نموذج لثورات السماء أكثر من نموذج الطبيعة في خلقها ، إن الكمال في الأصل يدل على حرفية أكبر بكثير مما يظهره التزييف». كما تم استخدامه بواسطة روبرت هوك وفولتير، لاحظ الأخير:

قدم ويليام بيلي نسخته من تشبيه صانع الساعات في بداية كتابه «اللاهوت الطبيعي» (1802).
وجدت ساعة على الأرض ، ويجب أن يسألني كيف حدث أن تكون الساعة في ذلك المكان ، بالكاد يجب أن أفكر ... أنه لأي شيء أعرفه ، ربما كانت الساعة موجودة دائمًا. ومع ذلك ، لماذا لا تصلح هذه الإجابة للساعة وكذلك بالنسبة للحجر [الذي حدث أن يكون ملقى على الأرض]؟ ... لهذا السبب ، وليس لأي سبب آخر ؛ أي أنه إذا كانت الأجزاء المختلفة قد تم تشكيلها بشكل مختلف عما هي عليه ، إذا كان حجمها مختلفًا عما هي عليه ، أو تم وضعها بعد أي طريقة أخرى ، أو بأي ترتيب من ذلك الذي تم وضعها فيه ، فإما عدم الحركة على الإطلاق في الجهاز ، أو لا شيء كان سيجيب على الاستخدام الذي تخدمه الآن.
وفقًا لـ Alister McGrath ، جادل بالي بأنه «يمكن أيضًا تمييز نفس التعقيد والفائدة الواضحة في تصميم وعمل الساعة في العالم الطبيعي. وقد أظهرت كل سمة من سمات الكائن البيولوجي ، مثل تلك الموجودة في الساعة ، دليل على كونها مصممة بطريقة تكيف الكائن الحي للبقاء داخل بيئته. تمت ملاحظة التعقيد والفائدة ؛ الاستنتاج القائل بأن الله قد صممها وبناها ، كما يعتقد بالي ، طبيعي بقدر ما هو صحيح».
أثر اللاهوت الطبيعي بقوة على العلوم البريطانية ، مع التوقع الذي عبر عنه آدم سيدجويك في عام 1831 بأن الحقائق التي كشف عنها العلم لا يمكن أن تتعارض مع الحقائق الأخلاقية للدين. رأى هؤلاء الفلاسفة الطبيعيون أن الله هو السبب الأول ، وسعى إلى أسباب ثانوية لشرح التصميم في الطبيعة: كتب السير جون هيرشل في عام 1836 أنه بالتشابه مع الأسباب الوسيطة «نشأة من الأنواع الطازجة ، التي يمكن أن تقع تحت علمنا ، سيكون طبيعيًا في تناقض مع عملية معجزة».
كطالب لاهوت ، وجد تشارلز داروين حجج بالي مقنعة. ومع ذلك ، فقد طور لاحقًا نظريته عن التطور في كتابه عام 1859 «حول أصل الأنواع»، والذي يقدم تفسيرًا بديلاً للنظام البيولوجي. في سيرته الذاتية ، كتب داروين أن «الحجة القديمة للتصميم في الطبيعة ، كما قدمها بالي ، والتي بدت لي في السابق حاسمة للغاية ، فشلت الآن بعد أن تم اكتشاف قانون الانتقاء الطبيعي». كافح داروين مع مشكلة الشر والمعاناة في الطبيعة ، لكنه ظل يميل إلى الاعتقاد بأن الطبيعة تعتمد على «قوانين مصممة» وأثنى على تصريح آزا غراي حول «خدمة داروين العظيمة للعلوم الطبيعية في إعادة إلى علم الغائية: لذلك ، بدلاً من علم التشكل مقابل الغائية ، يجب أن يكون لدينا مورفولوجيا مرتبطة بالغائية.»

يمتلك داروين أنه كان «مرتبكًا» بشأن هذا الموضوع ، لكنه «كان يميل إلى النظر إلى كل شيء على أنه ناتج عن قوانين مصممة ، مع التفاصيل ، سواء كانت جيدة أو سيئة ، وتركت للعمل مما قد نسميه فرصة:»
لكنني أملك أنني لا أستطيع أن أرى ، بوضوح كما يفعل الآخرون ، وكما أرغب أن أفعل ، دليلًا على التصميم والإحسان من جميع جوانبنا. يبدو لي أن هناك الكثير من البؤس في العالم. لا يمكنني إقناع نفسي بأن الله الصالح والقدير قد خلق بشكل مصمم Ichneumonidae بنية صريحة لإطعامهم داخل الأجسام الحية من اليرقات ، أو أن القطة يجب أن تلعب مع الفئران. لا أصدق ذلك ، لا أرى ضرورة للاعتقاد بأن العين مصممة بشكل صريح.

## المؤيدون الجدد

### الحجج الاحتمالية
في عامي 1928 و 1930، ف. تينانت نشر كتابه "علم اللاهوت الفلسفي"، والذي كان "مسعى جريئًا للجمع بين التفكير العلمي واللاهوتي". اقترح نسخة من الحجة الغائية على أساس تراكم الاحتمالات لكل فرد التكيف البيولوجي. "يقر تينانت بأن الحسابات الطبيعية مثل النظرية التطورية قد تفسر كل من التكيفات الفردية التي يستشهد بها ، لكنه يصر على أنه في هذه الحالة يتجاوز الكل مجموع أجزائه: يمكن أن تفسر الطبيعية كل تكيف ولكن ليس كليتها. تشير "موسوعة روتليدج للفلسفة" إلى أن "النقاد أصروا على التركيز على حجة كل قطعة من الأدلة الإيمانية - لتذكيرنا أنه ، في النهاية ، عشرة دلاء مسربة لا تحتوي على ماء أكثر من واحد". أيضًا ، "اعترض بعض النقاد ، مثل جون هيك ودي إتش ميلور ، على استخدام تينانت الخاص لنظرية الاحتمالات وتحدوا أهمية أي نوع من التفكير الاحتمالي للاعتقاد الإيماني."
ريتشارد سوينبورن "لقد سعت مساهمات ريتشارد سوينبورن" في اللاهوت الفلسفي إلى تطبيق إصدارات أكثر تعقيدًا من نظرية الاحتمالات لمسألة وجود الله ، وهو تحسين منهجي على عمل تينانت ولكن بشكل مباشر بالروح نفسها ". إنه يستخدم احتمال بايزي "مع الأخذ في الاعتبار ليس فقط نظام وعمل الطبيعة ولكن أيضًا" التوافق "بين الذكاء البشري والكون ، حيث يمكن للمرء أن يفهم طرق عملها ، بالإضافة إلى جمالية الإنسان وأخلاقه وتجربة دينية ". يكتب سوينبورن:
إن وجود النظام في العالم يؤكد وجود الله إذا وفقط إذا كان وجود هذا النظام في العالم أكثر احتمالًا إذا كان هناك إله منه في حالة عدم وجوده. ... إن احتمال ترتيب النوع الصحيح أكبر بكثير إذا كان هناك إله ، وبالتالي فإن وجود مثل هذا النظام يضيف بشكل كبير إلى احتمال وجود إله.
يقر سوينبرن بأن حجته في حد ذاتها قد لا تعطي سببًا للاعتقاد بوجود الله ، ولكن بالاقتران مع الحجج الأخرى مثل الحجة الكونية والأدلة من التجربة الصوفية، يعتقد أنها تستطيع ذلك.
أثناء مناقشة حجج هيوم ، قدم ألفين بلانتينغا نسخة احتمالية من الحجة الغائية في كتابه «الله والعقول الأخرى»:
بعد بلانتينجا ، أنتج جورج ديكر نسخة مختلفة قليلاً في كتابه عن الأسقف بيركلي:

تحتوي «موسوعة بريتانيكا» على النقد التالي لمثل هذه الحجج:
يمكن القول بالطبع أن أي شكل يمكن أن يكون الكون فيه غير محتمل إحصائياً بشكل هائل لأنه ليس سوى شكل واحد من الأشكال اللانهائية الافتراضية الممكنة. لكن شكله الفعلي ليس بعيد الاحتمال ، بهذا المعنى ، أكثر من غيره لا يحصى. إن حقيقة أن البشر جزء منها هي التي تجعلها تبدو مميزة للغاية وتتطلب تفسيرا فائقا.

### عالم دقيق
تم بناء تباين حديث للحجة الغائية على مفهوم الكون الدقيق: وفقًا لموقع الويب «Biologos»:
يشير الضبط الدقيق إلى الدقة المذهلة للثوابت الفيزيائية للطبيعة ، والحالة الأولى للكون. لشرح الحالة الحالية للكون ، تتطلب حتى أفضل النظريات العلمية أن يكون للثوابت الفيزيائية للطبيعة والحالة الأولى للكون قيم دقيقة للغاية.
كذلك ، فإن الضبط الدقيق للكون هو التوازن الظاهر الدقيق للظروف الضرورية للحياة البشرية. في وجهة النظر هذه ، يتم استخدام التكهنات حول مجموعة واسعة من الظروف المحتملة التي لا يمكن للحياة أن توجد فيها لاستكشاف احتمالية الظروف التي يمكن أن توجد فيها الحياة. على سبيل المثال ، يمكن القول أنه إذا كانت قوة الانفجار الانفجار العظيم مختلفة بمقدار 1/10 عن القوة الستين أو كانت قوة التفاعل القوية مختلفة بنسبة 5٪ فقط ، فإن الحياة سيكون من المستحيل. يقدر الفيزيائي المشهور ستيفن هوكينج أنه «إذا كان معدل تمدد الكون ثانية واحدة بعد الانفجار العظيم أصغر بمقدار جزء واحد من مائة ألف مليون مليون ، فإن الكون قد انهار مرة أخرى ليصبح كرة نارية ساخنة بسبب لجاذبية الجاذبية» من حيث الحجة الغائية ، فإن الحدس فيما يتعلق بالكون الدقيق هو أن الله يجب أن يكون مسؤولاً ، إذا كان تحقيق مثل هذه الظروف المثالية أمرًا بعيد الاحتمال. ومع ذلك ، فيما يتعلق بالتعديل الدقيق ، كتب كينيث إينار هيما: «إن مجرد حقيقة أنه من غير المحتمل للغاية وقوع حدث ما ... في حد ذاته ، لا يعطينا أي سبب للاعتقاد بأنه حدث عن قصد .. . قد يكون مغريًا بشكل حدسي ...» تنسب همة «الحجة من الاحتمالات المشبوهة»، وهي إضفاء الطابع الرسمي على «الحدس الدقيق» إلى جورج شليزنجر:
لفهم حجة شليزنجر ، ضع في اعتبارك رد فعلك على حدثين مختلفين. إذا ربح جون في لعبة يانصيب 1 من 100000000، فلن تميل على الفور إلى الاعتقاد بأن جون (أو أي شخص يتصرف نيابة عنه) خدع. ومع ذلك ، إذا فاز جون بثلاث يانصيب متتالية 1 من 1000، فسوف تميل على الفور إلى الاعتقاد بأن جون (أو شخص يتصرف نيابة عنه) خدع. يعتقد شليزنجر أن رد الفعل الحدسي على هذين السيناريوهين له ما يبرره من الناحية المعرفية. هيكل الحدث الأخير هو ... يبرر الاعتقاد بأن التصميم الذكي هو السبب ... على الرغم من حقيقة أن احتمال الفوز بثلاث ألعاب متتالية 1 في 1000 هو بالضبط نفس احتمال الفوز 1 في 1 - 1,000,000,000 لعبة ، الحدث السابق ... يتطلب استنتاج التصميم الذكي.
يعتبر هيما أن حجة شليزنجر تخضع لنفس نقاط الضعف التي أشار إليها في الإصدارات الأخرى من حجة التصميم:
في حين أن شليزنجر محق بلا شك في الاعتقاد بأن لدينا ما يبرر الشك في التصميم في حالة الفوز بثلاث يانصيب متتالية ، فإن السبب - وفقط لأننا - نعرف حقيقتين تجريبيتين مرتبطتين بمثل هذه الأحداث. أولاً ، نحن نعلم بالفعل أن هناك وكلاء أذكياء لديهم الدوافع الصحيحة والقدرات السببية لإحداث مثل هذه الأحداث عمداً. ثانيًا ، نعلم من التجارب السابقة مع مثل هذه الأحداث أنه يتم تفسيرها عادةً من خلال الوكالة المتعمدة لواحد أو أكثر من هؤلاء العملاء. بدون واحدة على الأقل من هاتين المعلومتين ، ليس لدينا ما يبرر بوضوح رؤية التصميم في مثل هذه الحالات ... تكمن مشكلة حجة الضبط في أننا نفتقر إلى القطعتين اللازمتين لتبرير استنتاج التصميم. أولاً ، الهدف الأساسي للحجة هو إثبات حقيقة وجود وكالة ذكية لديها القدرات والدوافع السببية الصحيحة لتحقيق وجود كون قادر على الحفاظ على الحياة. ...
أنطوني فلو، الذي قضى معظم حياته كملحد ، تحول إلى الربوبية في وقت متأخر من حياته ، وافترض أن «كائنًا ذكيًا يشارك بطريقة ما في تصميم الظروف التي تسمح للحياة بأن تنشأ وتتطور». وخلص إلى أن الضبط الدقيق للكون كان دقيقًا جدًا بحيث لا يكون نتيجة الصدفة ، لذا فقد قبل وجود الله. قال إن التزامه «بالذهاب إلى حيث تقود الأدلة» يعني أنه انتهى به الأمر إلى قبول وجود الله. اقترح Flew وجهة النظر ، التي تمسك بها في وقت سابق فريد هويل، والتي مفادها أن الكون أصغر من أن تتطور الحياة بمحض الصدفة ، وبالتالي ، يجب أن يوجد كائن ذكي شارك في تصميم الظروف المطلوبة للحياة تتطور.

### علم الخلق والتصميم الذكي
نسخة من حجة التصميم أساسية لكل من علم الخلق والتصميم الذكي، ولكن على عكس انفتاح بالي على تصميم الإلهية من خلال القوانين التي وهبها الله ، يسعى المؤيدون للحصول على تأكيد علمي للتدخلات المعجزة المتكررة في تاريخ الحياة ، ويجادلون بأنه يجب تدريس علمهم الإيماني في فصول العلوم.
تم حظر تدريس التطور فعليًا من مناهج المدارس العامة في الولايات المتحدة نتيجة لـ 1925 Scopes Trial ، ولكن في الستينيات من القرن الماضي ، أدى قانون تعليم الدفاع الوطني إلى العلوم البيولوجية دراسة المناهج إعادة إدخال تدريس التطور. وردًا على ذلك ، كان هناك عودة لظهور نظرية الخلق، التي تُقدم الآن على أنها «علم الخلق»، بناءً على الحرفية الكتابية ولكن مع اقتباسات الكتاب المقدس اختيارية. ("الإشارات الصريحة إلى الكتاب المقدس كانت اختيارية: جاء كتاب موريس لعام 1974 بعنوان" نظرية الخلق العلمي "في نسختين ، واحدة مع اقتباسات من الكتاب المقدس ، والأخرى بدونها.)
وجدت دراسة استقصائية أجريت عام 1989 أن جميع الأدبيات التي تروّج لعلم الخلق تقريبًا قدمت حجة التصميم ، حيث قال جون دافيد موريس «أي كائن حي يعطي دليلًا قويًا على التصميم من قبل مصمم ذكي لا يؤدي إلا إلى الجهل المتعمد بالبيانات (II) بطرس 3: 5) يمكن أن يقود المرء إلى تخصيص مثل هذا التعقيد للصدفة». قدمت مثل هذه المنشورات مفاهيم مركزية للتصميم الذكي ، بما في ذلك «التعقيد غير القابل للاختزال» (نوع من تشبيه صانع الساعات) و «التعقيد المحدد» (يشبه إلى حد بعيد حجة الضبط). حظر حكم المحكمة العليا للولايات المتحدة بشأن «إدواردز ضد أغيلارد» تدريس «علم الخلق» في المدارس العامة لأنه ينتهك فصل الكنيسة عن الدولة، وإعادة مجموعة من الخلقيين تسمية علم الخلق على أنه «تصميم ذكي» والذي تم تقديمه كنظرية علمية وليس كحجة دينية.
اختلف العلماء مع التأكيد على أن التصميم الذكي علمي ، وأدى إدخاله في منهج العلوم في منطقة مدرسة بنسيلفانيا إلى محاكمة «قضية كيتسميلر ضد مدارس منطقة دوفر»، والتي حكمت أن حجج «التصميم الذكي» دينية في جوهرها وليست علمًا. أخذت المحكمة أدلة من عالم اللاهوت جون هات، وحكمت بأن «الهوية ليست حجة علمية جديدة ، ولكنها بالأحرى حجة دينية قديمة لوجود الله. وقد أرجع هذه الحجة إلى على الأقل توماس أكويناس في القرن الثالث عشر ، الذي صاغ الحجة على أنها قياس منطقي: أينما وجد تصميم معقد ، يجب أن يكون هناك مصمم ؛ الطبيعة معقدة ؛ لذلك يجب أن يكون للطبيعة مصمم ذكي». «تم تقديم هذه الحجة حول وجود الله في وقت مبكر من القرن التاسع عشر بواسطة القس بالي»: «الاختلاف الوحيد الظاهر بين الحجة التي قدمها بالي والحجة المتعلقة ببطاقة الهوية ، كما عبر عنها شهود الدفاع الخبير بيهي ومينيش ، هو أن» الموقف الرسمي«لا يعترف بأن المصمم هو الله».
أكد أنصار حركة التصميم الذكي مثل كورنيليوس جي هانتر أن المنهجية الطبيعية التي يقوم عليها العلم هي ذات طبيعة دينية. وعادة ما يشيرون إليها على أنها «المادية العلمية» أو «المادية المنهجية» ويخلطونها مع «الطبيعية الميتافيزيقية». يستخدمون هذا التأكيد لدعم ادعائهم بأن العلم الحديث ملحد ، ويقارنه مع نهجهم المفضل لإحياء الفلسفة الطبيعية الذي يرحب بالتفسيرات الخارقة للطبيعة للظواهر الطبيعية ويدعم العلم الإيماني. هذا يتجاهل التمييز بين العلم والدين ، الذي نشأ في اليونان القديمة ، حيث لا يستطيع العلم استخدام تفسيرات خارقة للطبيعة.
اقترح المدافع الذكي عن التصميم وعالم الكيمياء الحيوية مايكل بيهي تطوير تشبيه ساعة بالي والذي جادل فيه لصالح التصميم الذكي. على عكس بالي ، يحاول بيهي فقط إثبات وجود مصمم ذكي ، بدلاً من إله الإيمان الكلاسيكي. يستخدم بيهي تشبيه مصيدة فئران ليقترح تعقيد غير قابل للاختزال: يجادل بأنه إذا فقدت مصيدة فئران واحدة فقط من أجزائها ، فلن تتمكن من العمل كمصيدة فئران. يجادل بأن التعقيد غير القابل للاختزال في كائن يضمن وجود تصميم ذكي. يدعي بيهي أن هناك حالات من التعقيد غير القابل للاختزال في العالم الطبيعي وأنه يجب تصميم أجزاء من العالم. تتجاهل هذه الحجة السلبية ضد التطور التدريجي الدليل القديم على أن التطور يستمر من خلال تغيرات الوظيفة من الأنظمة السابقة. ثبت أن الأمثلة المحددة التي يقترحها بيهي لها متماثلون أبسط يمكن أن تكون بمثابة سلائف ذات وظائف مختلفة. تم دحض حججه ، بشكل عام وفي حالات محددة من خلال العديد من الأوراق العلمية. ردًا على ذلك ، بيهي وآخرون ، «ومن المفارقات ، نظرًا لعدم وجود أي تفاصيل في تفسيرهم ، يشكو من أن التفسيرات المقدمة تفتقر إلى التفاصيل الكافية لاختبارها تجريبياً».

### الفعالية غير المعقولة للرياضيات
اقترح وليام لين كرايغ حجة اسمية متأثرة ب فلسفة الرياضيات. تدور هذه الحجة حول حقيقة أنه باستخدام المفاهيم الرياضية ، يمكننا اكتشاف الكثير عن العالم الطبيعي. على سبيل المثال ، كتب كريج ، بيتر هيغز وأي عالم مشابه ، "يمكنه الجلوس على مكتبه ، ومن خلال صب [ك‍] على المعادلات الرياضية ، يتنبأ بوجود جسيم أساسي ، وبعد ثلاثين عامًا ، بعد استثمار ملايين الدولارات وآلاف ساعات العمل ، تمكن التجريبيون أخيرًا من الكشف. يسمي الرياضيات "لغة الطبيعة"، ويدحض تفسيرين محتملين لذلك. أولاً ، يقترح ، فكرة أنها كيانات مجردة تثير مسألة تطبيقها. ثانيًا ، يرد على مشكلة ما إذا كانت مجرد تخيلات مفيدة من خلال اقتراح أن هذا يتساءل عن سبب فائدة هذه التخيلات. استشهدًا بـ يوجين ويغنر كان له تأثير على فكره ، ولخص حجته على النحو التالي:
- 1. إذا لم يكن الله موجودًا ، فإن تطبيق الرياضيات سيكون مجرد صدفة سعيدة.
- 2. إن تطبيق الرياضيات ليس مجرد صدفة سعيدة.
- 3. إذن الله موجود.

### اقتراح «الطريق الثالث»
صرح جيمس شابيرو، عالم الوراثة بجامعة شيكاغو، في مجلة بوسطن ريفيو، أن التطورات في علم الوراثة والبيولوجيا الجزيئية ، و «الإدراك المتزايد بأن الخلايا لديها شبكات حوسبة جزيئية تعالج المعلومات المتعلقة بالعمليات الداخلية وحول البيئة الخارجية لاتخاذ قرارات تحكم النمو والحركة والتمايز»، لها آثار على الحجة الغائية. يقول شابيرو أن أنظمة «الهندسة الوراثية الطبيعية» هذه يمكن أن تنتج عمليات إعادة تنظيم جذرية «للجهاز الجيني داخل جيل خلية واحدة». يقترح شابيرو ما يسميه «الطريق الثالث». نوع تطور غير خلقي وغير دارويني:
في كتابه، "تطور: منظر من القرن الحادي والعشرين، يشير شابيرو إلى مفهوم "الهندسة الوراثية الطبيعية"، والذي يقول إنه أثبت أنه مزعج ، لأن العديد من العلماء يشعرون أنه يدعم حجة التصميم الذكي. يقترح أن "القدرات الموجهة للوظائف [يمكن] أن تُنسب إلى الخلايا"، على الرغم من أن هذا هو "نوع التفكير الغائي الذي تم تعليم العلماء تجنبه بأي ثمن".

### التفاعل كله
شارك عالم اللاهوت الميتافيزيقي نوريس كلارك حجة مع زملائه الأساتذة في جامعة فوردهام والتي روج لها بيتر كريفت.في كتابه «عشرون حجة لوجود الله». تنص الحجة على أن المكونات مرتبة عالميًا فيما يتعلق ببعضها البعض ، ويتم تحديدها من خلال هذه الوصلات (على سبيل المثال ، يتم ترتيب كل ذرتين من الهيدروجين لتكوين مركب به ذرة أكسجين واحدة.) لذلك ، لا شيء من الأجزاء ذاتية كافية ، ولا يمكن تفسيرها بشكل فردي. ومع ذلك ، لا يمكن تفسير الكل لأنه يتكون من كائنات منفصلة وليس كلًا. من هنا ، يمكن العثور على ثلاث استنتاجات: أولاً ، بما أن النظام لا يستطيع بأي شكل من الأشكال تفسير نفسه ، فإنه يتطلب سببًا فعالاً. ثانيًا ، يجب أن يكون عقلًا ذكيًا لأن الوحدة تتجاوز كل جزء ، وبالتالي لا بد من تصورها كفكرة ، لأنه ، بحكم التعريف ، يمكن للفكرة فقط أن تجمع العناصر معًا دون تدمير أو دمج تميزها. لا يمكن أن توجد فكرة بدون خالق ، لذلك يجب أن يكون هناك عقل ذكي. ثالثًا ، يجب أن يكون العقل الإبداعي متسامًا ، لأنه إذا لم يكن كذلك ، فإنه سيعتمد على نظام المكان والزمان ، على الرغم من إنشائه. هذه الفكرة سخيفة. ونتيجة لذلك ، يعتمد الكون على عقل إبداعي متسامي.

## نقد

### كلاسيكي
كان التطور الأصلي للحجة من التصميم رد فعل على الفهم الذري وغير الغائي الواضح للطبيعة. كان سقراط ، كما أفاد أفلاطون وزينوفون ، يتفاعل مع هؤلاء الفلاسفة الطبيعيين. في حين أن أقل نجا من مناقشات الهلنستية والعصور الرومانية، فمن الواضح من مصادر مثل شيشرون ولوكريتيوس، استمر هذا الجدل لأجيال، والعديد من الاستعارات لفتا تستخدم حتى اليوم، مثل ساعاتي الغيب، ونظرية القرد اللامنتهية، لها جذورها في هذه الفترة. في حين أن الرواقيين أصبحوا أكثر المؤيدين شهرة للحجة من التصميم ، تم صقل الحجج المضادة الذرية بشكل أكثر شهرة من قبل الأبيقوريين. من ناحية ، انتقدوا الأدلة المفترضة للتصميم الذكي ومنطق الرواقيين. على الجانب الدفاعي ، واجهوا التحدي المتمثل في شرح كيف يمكن أن تسبب الصدفة غير الموجهة شيئًا يبدو أنه نظام عقلاني. تمحور الكثير من هذا الدفاع حول حجج مثل استعارة القرد اللانهائي. من الواضح أن ديموقريطس قد استخدم بالفعل مثل هذه الحجج في زمن سقراط ، قائلاً إنه ستكون هناك كواكب لا نهائية ، والبعض فقط لديه نظام مثل الكوكب الذي نعرفه. لكن الأبيقوريين صقلوا هذه الحجة ، من خلال اقتراح أن العدد الفعلي لأنواع الذرات في الطبيعة صغير ، وليس لانهائي ، مما يجعل من غير المصادفة أنه بعد فترة طويلة من الزمن ، ستنتج بعض النتائج المنظمة.
لم تكن هذه المناصب الوحيدة التي شغلت في العصور الكلاسيكية. كما استمرت بعض المدارس في اتخاذ موقف أكثر تعقيدًا ، مثل الأفلاطونيون الجدد ، الذين أصروا ، مثل أفلاطون وأرسطو ، على أن الطبيعة لديها بالفعل نظام عقلاني ، لكنها كانت مهتمة بكيفية وصف الطريقة التي يتم بها هذا النظام العقلاني تسبب. وفقًا لأفلوطين على سبيل المثال ، يجب أن يُنظر إلى استعارة أفلاطون للحرفي فقط على أنها استعارة ، وينبغي فهم أفلاطون على أنه يتفق مع أرسطو على أن النظام العقلاني في الطبيعة يعمل من خلال شكل من أشكال السببية على عكس السببية اليومية. في الواقع ، وفقًا لهذا الاقتراح ، لكل شيء بالفعل طبيعته الخاصة ، التي تتناسب مع نظام عقلاني ، حيث يكون الشيء نفسه «في حاجة إلى ما هو أعلى أو أفضل وموجه نحو ما هو أعلى أو أفضل».

### ديفيد هيوم

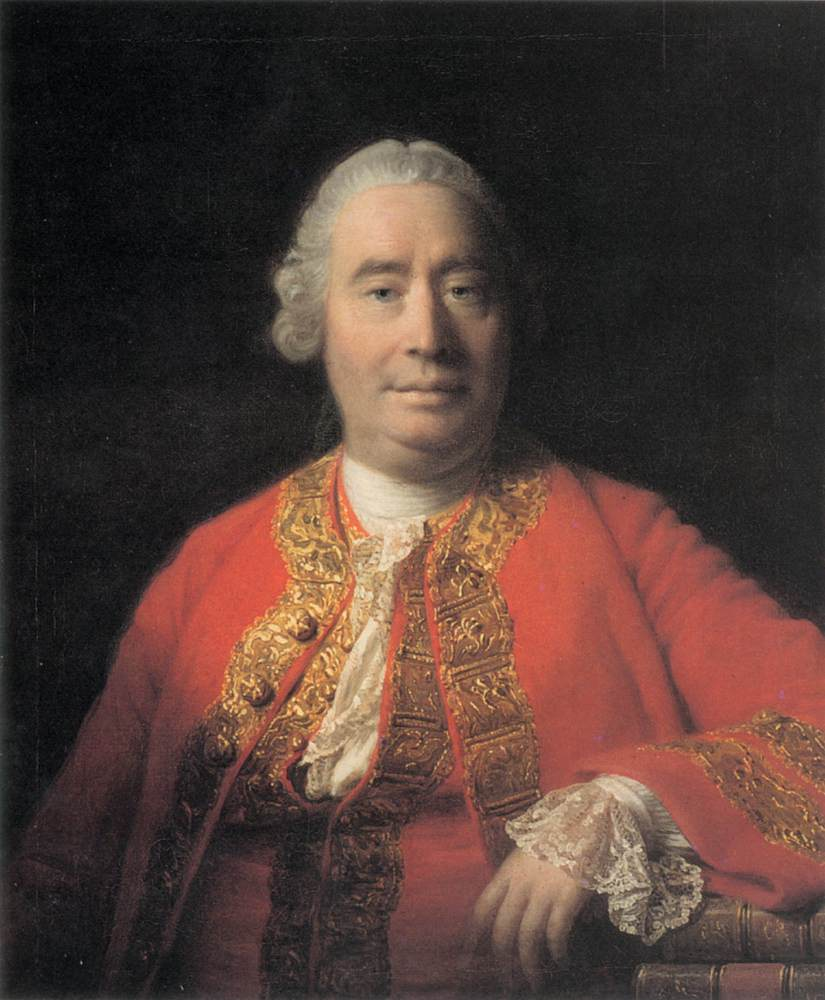
أوجز ديفيد هيوم انتقاداته للحجة الغائية في حواراته المتعلقة بالدين الطبيعي.

كتب لويس لوب أن ديفيد هيوم، في كتابه «التحقيق»، «يصر على أن الاستدلال الاستقرائي لا يمكن أن يبرر الاعتقاد في الأشياء الممتدة». يقتبس لوب أيضًا من هيوم ككتب:
فقط عندما يتم العثور على نوعين من الأشياء مرتبطين باستمرار ، يمكننا أن نستنتج أحدهما من الآخر ... إذا كانت التجربة والملاحظة والقياس ، في الواقع ، هي الأدلة الوحيدة التي يمكننا اتباعها بشكل معقول في استدلال هذه الطبيعة ؛ يجب أن يحمل كل من التأثير والسبب تشابهًا وتشابهًا مع التأثيرات والأسباب الأخرى ... التي وجدناها ، في كثير من الحالات ، مرتبطة بأخرى. ... [مؤيدو الحجة] دائمًا يفترضون أن الكون ، تأثير فريد تمامًا ولا مثيل له ، ليكون دليلاً على وجود إله ، سبب لا يقل تفردًا ولا مثيل له.
ويشير لوب إلى أننا «لا نلاحظ لا الله ولا الأكوان الأخرى ، وبالتالي لا يوجد اقتران يتعلق بها. ولا يوجد اقتران ملحوظ لتأسيس استنتاج سواء للأشياء الممتدة أو لله ، كأسباب غير ملحوظة».

كما قدم هيوم نقدًا للنقاش في كتابه «الحوارات المتعلقة بالدين الطبيعي». شخصية 'فيلو' ، المتشكك الديني ، تعبر عن انتقادات هيوم للحجة. يجادل بأن حجة التصميم مبنية على تشبيه خاطئ لأنه ، على عكس الأشياء التي يصنعها الإنسان ، لم نشهد تصميم الكون ، لذلك لا نعرف ما إذا كان الكون نتيجة التصميم. علاوة على ذلك ، فإن حجم الكون يجعل القياس إشكاليًا: على الرغم من أن تجربتنا للكون نظام ، فقد تكون هناك فوضى في أجزاء أخرى من الكون. يجادل فيلو:
يقترح فيلو أيضًا أن الترتيب في الطبيعة قد يكون بسبب الطبيعة وحدها. إذا كانت الطبيعة تحتوي على مبدأ النظام بداخلها ، فإن الحاجة إلى المصمم تزول. يجادل فيلو أنه حتى لو كان الكون مصممًا بالفعل ، فمن غير المعقول تبرير الاستنتاج القائل بأن المصمم يجب أن يكون إلهًا كلي القدرة ، كلي العلم ، خيرًا - إله الإيمان الكلاسيكي. وهو يجادل بأنه من المستحيل استنتاج الطبيعة المثالية للخالق من طبيعة خلقه. يجادل فيلو بأن المصمم ربما كان معيبًا أو غير كامل ، مما يشير إلى أن الكون ربما كان محاولة أولى سيئة في التصميم. كما أشار هيوم إلى أن الحجة لا تؤدي بالضرورة إلى وجود إله واحد: «لماذا لا تتحد عدة آلهة في اختلاق وتأطير العالم؟» (ص 108).
Weesley C. Salmon طور رؤى هيوم، بحجة أن كل الأشياء في الكون التي تظهر النظام هي، على معرفتنا، التي أنشأتها المواد أو الكائنات أو القوى المحدودة. كما جادل بأنه لا توجد حالات معروفة لمادة غير مادية، مثالية، لا حصر لها خلق أي شيء. باستخدام حساب التفاضل والتكامل الاحتمالية من نظرية بايز، يختتم سالمون أنه من غير المحتمل للغاية أن يتم إنشاء الكون من نوع النوع ذكي يجادل أخصائهم.
نانسي كارترايت تتهم سالمون بالمصادرة على المطلوب. أحد الأدلة التي يستخدمها في حجته الاحتمالية - أن الذرات والجزيئات ليست ناتجة عن التصميم - تعادل الاستنتاج الذي استخلصه ، وهو أن الكون ربما ليس بسبب التصميم. الذرات والجزيئات هي مكونات الكون وأصولها محل نزاع. لذلك ، لا يمكن استخدامها كدليل ضد الاستنتاج الإيماني.

### إيمانويل كانت
بالإشارة إليها كدليل فيزيولوجي لاهوتي ، ناقش إيمانويل كانت الحجة الغائية في كتابه " نقد العقل الخالص". على الرغم من أنه أشار إليها على أنها "الأقدم والأكثر وضوحًا والأكثر ملاءمة للعقل البشري"، إلا أنه رفضها ، متوجهاً إلى القسم السادس بعبارة "حول استحالة إثبات فيزيائي - لاهوتي". عند قبول بعض انتقادات هيوم ، كتب كانط أن الحجة "تثبت في معظم الحالات الذكاء فقط في ترتيب" مادة "الكون ، وبالتالي ليس وجود" كائن أسمى "، ولكن مهندس معماري'". استخدام الحجة لمحاولة إثبات وجود الله المطلوب "

### لا يثبت وجود الله

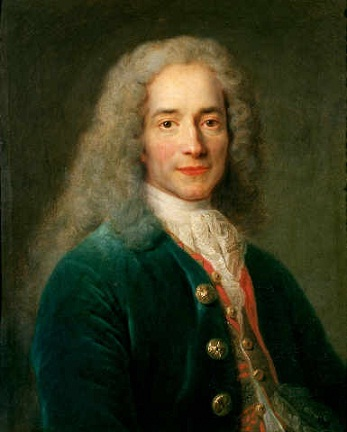
جادل فولتير بأنه ، في أحسن الأحوال ، يمكن للحجة الغائية أن تشير فقط إلى وجود ذكاء قوي ، ولكن ليس بالضرورة كلي القوة أو كلي المعرفة.

في كتابه "Traité de métaphysique" فولتير قال أنه حتى لو كانت الحجة من التصميم يمكن أن تثبت وجود مصمم ذكي قوي ، فإنها لن تثبت أن هذا المصمم هو الله.
سورين كيركغور تساءل عن وجود الله ، رافضًا جميع الحجج العقلانية لوجود الله (بما في ذلك الحجة الغائية) على أساس أن العقل مصحوب حتماً بالشك. اقترح أن الحجة من التصميم لا تأخذ في الاعتبار الأحداث المستقبلية التي قد تعمل على تقويض إثبات وجود الله: لن تنتهي الحجة أبدًا من إثبات وجود الله. كتب كيركيغارد في «الأجزاء الفلسفية»:

### حجة من اللااحتمالية
ينتقد ريتشارد دوكينز بشدة التصميم الذكي في كتابه وهم الله . في هذا الكتاب ، يؤكد أن الاستعانة بالتصميم الذكي لا يمكن أن يقدم أي تفسير للبيولوجيا لأنه لا يطرح سؤالًا عن أصل المصمم فحسب ، بل يثير أسئلة إضافية: يجب أن يكون المصمم الذكي نفسه أكثر تعقيدًا ويصعب تفسيره من أي شيء آخر. إنه قادر على التصميم. وهو يعتقد أن فرص نشوء الحياة على كوكب مثل الأرض أقل احتمالية بكثير مما يعتقده معظم الناس ، لكن المبدأ الأنثروبي يقاوم بشكل فعال الشكوك فيما يتعلق بعدم الاحتمالية. على سبيل المثال عالم الفلك فريد هويل اقترح أن احتمال وجود الحياة على الأرض لم يكن أكثر احتمالا من طائرة بوينغ 747 تم تجميعها بواسطة إعصار من ساحة الخردة. يجادل دوكينز بأن حدثًا لمرة واحدة يخضع بالفعل لعدم الاحتمالية ، ولكن بمجرد حدوثه ، فإن الانتقاء الطبيعي نفسه لا يشبه الصدفة العشوائية.
علاوة على ذلك ، يشير إلى حجته المضادة إلى الحجة من عدم الاحتمالية بنفس الاسم:
اعتبر دوكينز الحجة من عدم الاحتمالية «أقوى بكثير» من الحجة الغائية ، أو الحجة من التصميم ، على الرغم من أنه يشير أحيانًا إلى استخدام المصطلحات بالتبادل. يعيد صياغة حجة سانت توماس الغائية على النحو التالي: «تبدو الأشياء في العالم ، وخاصة الكائنات الحية ، كما لو كانت قد صممت. لا شيء نعرفه يبدو مصممًا إلا إذا تم تصميمه. لذلك يجب أن يكون هناك مصمم ، ونحن ادعوه بالله».
اتهم الفيلسوف إدوارد فيسر دوكينز بإساءة فهم الحجة الغائية ، وخاصة نسخة الأكويني.

### حجة معيبة
يشير جورج سميث في كتابه «الإلحاد: القضية ضد الله» إلى ما يعتبره عيبًا في الحجة من التصميم:
فكر الآن في فكرة أن الطبيعة نفسها هي نتاج التصميم. كيف يمكن إثبات ذلك؟ توفر الطبيعة ... أساس المقارنة التي نميز بها بين الأشياء المصممة والأشياء الطبيعية. نحن قادرون على استنتاج وجود التصميم فقط إلى الحد الذي تختلف فيه خصائص الكائن عن الخصائص الطبيعية. لذلك ، فإن الادعاء بأن الطبيعة ككل قد صممت هو تدمير الأساس الذي من خلاله نفرق بين المصنوعات اليدوية والأشياء الطبيعية.

### تصور الغرض في علم الأحياء
وفلسفة علم الأحياء مايكل روس قد جادل بأن داروين التعامل مع بنية الكائنات كما لو كان لديهم هدف: "الكائن كما هو وإذا ذلك بنفسك، والمصممة من قبل صورة الله كان مركزي جدا لتفكير داروين في عام 1862، كما كان دائما ". يشير إلى هذا على أنه "استعارة التصميم ... الكائنات الحية تعطي مظهر التصميم ، وبفضل اكتشاف تشارلز داروين للانتقاء الطبيعي نعرف لماذا هذا صحيح." في مراجعته لكتاب روس ، كتب RJ Richards ، "يشير علماء الأحياء بشكل روتيني إلى تصميم الكائنات وخصائصها ، لكن إذا تحدثنا بشكل صحيح عن التصميم الواضح الذي يشيرون إليه - تصميم" كما لو كان ". روبرت فولي يشير إلى هذا على أنه "وهم الهدف والتصميم والتقدم". ويضيف ، "لا يوجد هدف بطريقة مسببة بشكل أساسي في التطور ، لكن عمليات الاختيار والتكيف تعطي وهم الهدف من خلال الوظيفة المطلقة والطبيعة المصممة للعالم البيولوجي".
يقترح ريتشارد دوكينز أنه في حين أن علم الأحياء يمكن أن يبدو في البداية هادفًا ومنظمًا ، إلا أن وظيفته الحقيقية تصبح موضع شك عند الفحص الدقيق. يرفض دوكينز الادعاء بأن علم الأحياء يخدم أي وظيفة مصممة ، مدعيًا بالأحرى أن علم الأحياء يحاكي هذا الغرض فقط. يذكر دوكينز في كتابه The Blind Watchmaker أن الحيوانات هي أكثر الأشياء تعقيدًا في الكون المعروف: «علم الأحياء هو دراسة الأشياء المعقدة التي تعطي مظهرًا أنها صُممت لغرض ما». يجادل بأن الانتقاء الطبيعي يجب أن يكون كافياً لتفسير التعقيد البيولوجي دون اللجوء إلى العناية الإلهية.

ومع ذلك ، فقد أشار عالم اللاهوت أليستر ماكغراث إلى أن الضبط الدقيق للكربون مسؤول حتى عن قدرة الطبيعة على ضبط نفسها بأي درجة.
تعتمد العملية التطورية [البيولوجية] بأكملها على الكيمياء غير العادية للكربون ، والتي تسمح له بالارتباط بنفسه ، بالإضافة إلى العناصر الأخرى ، مما يخلق جزيئات شديدة التعقيد تكون مستقرة على درجات حرارة الأرض السائدة ، وقادرة على نقل المعلومات الجينية (خاصةً الحمض النووي). ... في حين أنه قد يُقال أن الطبيعة تخلق ضبطها الخاص بها ، لا يمكن القيام بذلك إلا إذا كانت المكونات الأساسية للكون بحيث يمكن بدء عملية تطورية. الكيمياء الفريدة للكربون هي الأساس النهائي لقدرة الطبيعة على ضبط نفسها.
يشكك مؤيدو التصميم الذكي في الخلق ، مثل ويليام ديمبسكي في الافتراضات الفلسفية التي وضعها النقاد فيما يتعلق بما سيفعله المصمم أو لا يفعله. يدعي ديمبسكي أن مثل هذه الحجج ليست فقط خارج نطاق العلم: غالبًا ما تكون لاهوتية ضمنيًا أو علنيًا بينما تفشل في تقديم تحليل جاد للميزة النسبية للهدف الافتراضي. يقترح بعض النقاد ، مثل ستيفن جاي غولد أن أي مصمم «كوني» مزعوم لن ينتج سوى تصميمات مثالية ، في حين أن هناك العديد من الانتقادات البيولوجية لإثبات أن مثل هذا النموذج لا يمكن الدفاع عنه بوضوح. ضد هذه الأفكار ، يصف ديمبسكي حجة دوكينز وجولد على أنها بلاغية رجل قش. يقترح أن مبدأ التحسين المقيد يصف بشكل أكثر واقعية أفضل ما يمكن لأي مصمم أن يأمل في تحقيقه:

### الإيمانية
قد ترفض المؤمنون بالإيمانية محاولات إثبات وجود الله. على سبيل المثال ، رأى اللاهوتي Calvinist Karl Barth أنه لا يمكن معرفة الله إلا من خلال يسوع المسيح ، كما هو معلن في الكتاب المقدس ، وأن أي محاولات من هذا القبيل يجب اعتبارها عبادة وثنية.

### انتقادات أخرى
تفترض الحجة الغائية أنه يمكن للمرء أن يستنتج وجود التصميم الذكي بمجرد الفحص ، ولأن الحياة تذكرنا بشيء قد يصممه الإنسان ، فلابد من تصميمها أيضًا. ومع ذلك ، بالنظر إلى «رقاقات الثلج وبلورات أملاح معينة»، «لا يوجد أي حالة من حالات الذكاء». «هناك طرق أخرى يمكن أن يأتي بها النظام والتصميم» مثل «القوى الفيزيائية البحتة».
يمكن الطعن في ادعاء التصميم باعتباره حجة من القياس. يشير مؤيدو التصميم إلى أن الكائنات الطبيعية والأشياء التي من صنع الإنسان لها العديد من الخصائص المتشابهة ، وأن الكائنات التي يصنعها الإنسان لها مصمم. لذلك ، من المحتمل أن يتم تصميم الأشياء الطبيعية أيضًا. ومع ذلك ، يجب على المؤيدين إثبات أن جميع الأدلة المتاحة قد تم أخذها في الاعتبار. يجادل إريك روست بأنه عند الحديث عن أشياء مألوفة مثل الساعات ، «لدينا أساس للاستدلال من مثل هذا الشيء إلى مصممه». ومع ذلك ، فإن «الكون هو حالة فريدة ومعزولة» وليس لدينا ما نقارن به ، لذلك «ليس لدينا أساس لعمل استدلال مثل ما نستطيع مع الأشياء الفردية. ... ليس لدينا أساس للتقدم إلى الكون كله ما قد يحمله من العناصر المكونة في الكون.»
معظم علماء الأحياء المحترفين الدعم التوليف التطوري الحديث، ليس فقط كتفسير بديل لتعقيد الحياة ولكن تفسير أفضل مع المزيد الادلة الداعمة. تخضع الكائنات الحية لنفس القوانين الفيزيائية مثل الأشياء غير الحية. على مدار فترات زمنية طويلة جدًا نشأت هياكل ذاتية التكرار وتشكلت فيما بعد DNA.